# Eiji Usatsuka
Eiji Usatsuka (兎塚 エイジ,, 16 de agosto, Osaka, Japão) é um ilustrador japonês de   light novel. Ele é bastante conhecido pelas ilustrações na série Zero no Tsukaima.

## Trabalhos
- Hayate the Combat Butler light novel #2
- Zero no Tsukaima
  - Zero no Tsukaima Gaiden Tsubasa no Boken
- Kaze no Kishihime
- Shinkyoku Sōkai Polyphonica Marble
- Shinkyoku Sōkai Polyphonica Blue Series
- Scramble Heart como Sawagani
- Angel Magister[2]